# Jugulospora rotula
Jugulospora rotula är en svampart som först beskrevs av Mordecai Cubitt Cooke, och fick sitt nu gällande namn av N. Lundq. 1972. Jugulospora rotula ingår i släktet Jugulospora och familjen Lasiosphaeriaceae.  Arten är reproducerande i Sverige. Inga underarter finns listade i Catalogue of Life.